# Cosmorhoe siderifera
Cosmorhoe siderifera là một loài bướm đêm trong họ Geometridae.